# Kátia Guerreiro
Katia d'Almeida d’Oliveira Rosado Guerreiro Ochoa, artísticamente conocida como Katia Guerreiro (Vanderbijlpark, Sudáfrica, 23 de febrero de 1976), es una fadista portuguesa.

## Biografía
Considerada una de las fadistas portuguesas más internacionales, el fado de Katia Guerreiro cuenta con una gran riqueza lírica. A lo largo de su carrera ha cantado a varios escritores portugueses, destacando António Lobo Antunes.
Nació en Sudáfrica pero creció en las islas Azores. Allí frecuentó el Rancho Folclórico de Santa Cecília y aprendió a tocar el instrumento tradicional de la isla, la viola da terra. Se licenció en medicina en Lisboa. Fue vocalista del grupo de rock portugués Os Charrúas.
Trabajó en el Hospital Distrital de Évora y, posteriormente, regresó a la capital lusa para especializarse en Oftalmología. Los músicos Paulo Parreira y João Veiga descubrieron su faceta fadista.
En el año 2000, el fadista João Braga la invitó a actuar en el Coliseo de Lisboa en un homenaje a Amália con motivo del primer aniversario de su muerte. Esa actuación tuvo una gran repercusión en la carrera artística de Katia Guerreiro puesto que empezó a ser conocida por el gran público.

## Trayectoria
Acompañada de Paulo Parreira, João Veiga y el bajo Armando Figueiredo, publicó en 2001 el disco Fado Maior, editado por Ocarina. El disco Fado Maior llegó a ser disco de platino. Con este disco obtuvo gran éxito internacional, ya que fue editado en Japón y en Corea del Sur. Entre otros temas, incluye fados popularizados por Amália Rodrigues, su mayor influencia, y poemas musicados de poetas portugueses como Luis de Camoes, Ary dos Santos, Fiorbela Espanca, Fernando Pessoa, Sophia de Mello Breyner y António Lobo Antunes.
En 2003, también editado por Ocarina, lanza el disco Nas mãos do fado. El título es una referencia a una de sus más características poses en escena. Vuelve a cantar a António Lobo Antunes y, por primera vez, versiona a otra de sus referentes en el género, Dulce Pontes.
En 2005 lanzó el disco Tudo ou nada en el que Dulce Pontes es autora del tema "Caravela". Con edición de Som Livre, es el más osado de los discos de Kátia Guerreiro, contando con una versión de "Saudades do Brasil em Portugal", de Vinícius de Moraes, y de "Menina do Alto da Serra", versión del tema con el que Tonicha ganó el Festival RTP da Canção de 1971. El disco cuenta con la participación del pianista de jazz Bernardo Sassetti, en el tema "Minha Senhora das Dores".  
Una vez más canta a António Lobo Antunes y homenajea a la poetisa Sophia de Mello Breyner. En ese mismo año, fue presentada como representante de las juventudes en la candidatura de Aníbal Cavaco Silva a la Presidencia de la República Portuguesa en las elecciones de 2006.
En 2006 fue editada una caja con sus primeros dos discos y el álbum Tudo ou nada fue reeditado, destacando la colaboración del brasileño Ney Matogrosso.
En 2008 se publicó su disco titulado Fado (2008) y en 2009 Os Fados do fado (2009). Además, en 2010 se editó su recopilatorio 10 Anos nas Asas do Fado.
En 2014, Katia Guerreiro publicó el disco "Até ao Fim". En él, incluyó dos poemas de Vasco Graça Moura ("Até ao Fim" y "As Quatro Operações") y uno de la poeta Sophia de Mello Breyner Andresen (Sei que estou só). Ese mismo año, en 2014, se editó su primer disco en directo, Katia Live at the Oympia.
En 2017, Katia Guerreiro debutó en el cine en la película ópera-fado “Alfama en Si” del director Diogo Varela Silva, sobrino de Amália Rodrigues.
Katia Guerreiro ha ofreciedo conciertos por todo el mundo, incluyendo países como España, Francia, Marruecos, Japón o Turquía entre muchos otros, además de Portugual.

## Reconocimientos
A lo largo de su carrera, Katia Guerreiro ha recibido diversos premios y reconocimientos.
En 2005 fue reconocida como “Personalidad Femenina del Año”. Ese mismo año la invitaron a ser miembro del Parlamento Cultural Europeo. En 2010 obtuvo el premio de "Mejor Intérprete de Fado" de la Fundación Amália Rodrigues cuando cumplió su primera década de carrera musical.
En 2013 obtuvo uno de los reconocimientos más altos que el gobierno francés otorga a los ciudadanos extranjeros, al recibir la Orden de las Artes y las Letras de Francia que la reconoció como una de las cantantes más importantes de su generación y gran embajadora de Portugal en el mundo.
Por su contribución a la expansión de la cultura, historia y valores portugueses recibió en 2015 el galardón “Comenda del Infante D. Henrique” otorgado por Presidencia de la República Portuguesa. Ese mismo año, fue nominada al premio Lunas del Auditorio de México, que reconoce los mejores espectáculos en vivo. En 2016, Katia Guerreiro se convirtió en la primera artista portuguesa que actuó en la Gran Sala de la Ópera de Lyon, en Francia.

## Discografía
- Fado maior (2001)
- Nas mãos do fado (2003)
- Tudo ou nada (2005)
- Fado (2008)
- Os fados do fado (2009)
- 10 Anos - Nas asas do fado (2010)
- Património (2012)
- Até ao fim (2014)